# Sredets (Sofia)
Sredets (Bulgaars: Средец) is een van de 24 districten van Sofia. Op 1 februari 2011 telde het district 32.423 inwoners op een oppervlakte van 3 vierkante kilometer. Het district heeft veel groen, waaronder het noordelijke deel van de tuinen van Borisova. Ook bevinden er twee voetbalstadions: Vasil Levski Nationaal Stadion en die van CSKA Sofia. Er zijn 7 basisscholen en middelbare scholen en 4 kleuterscholen.

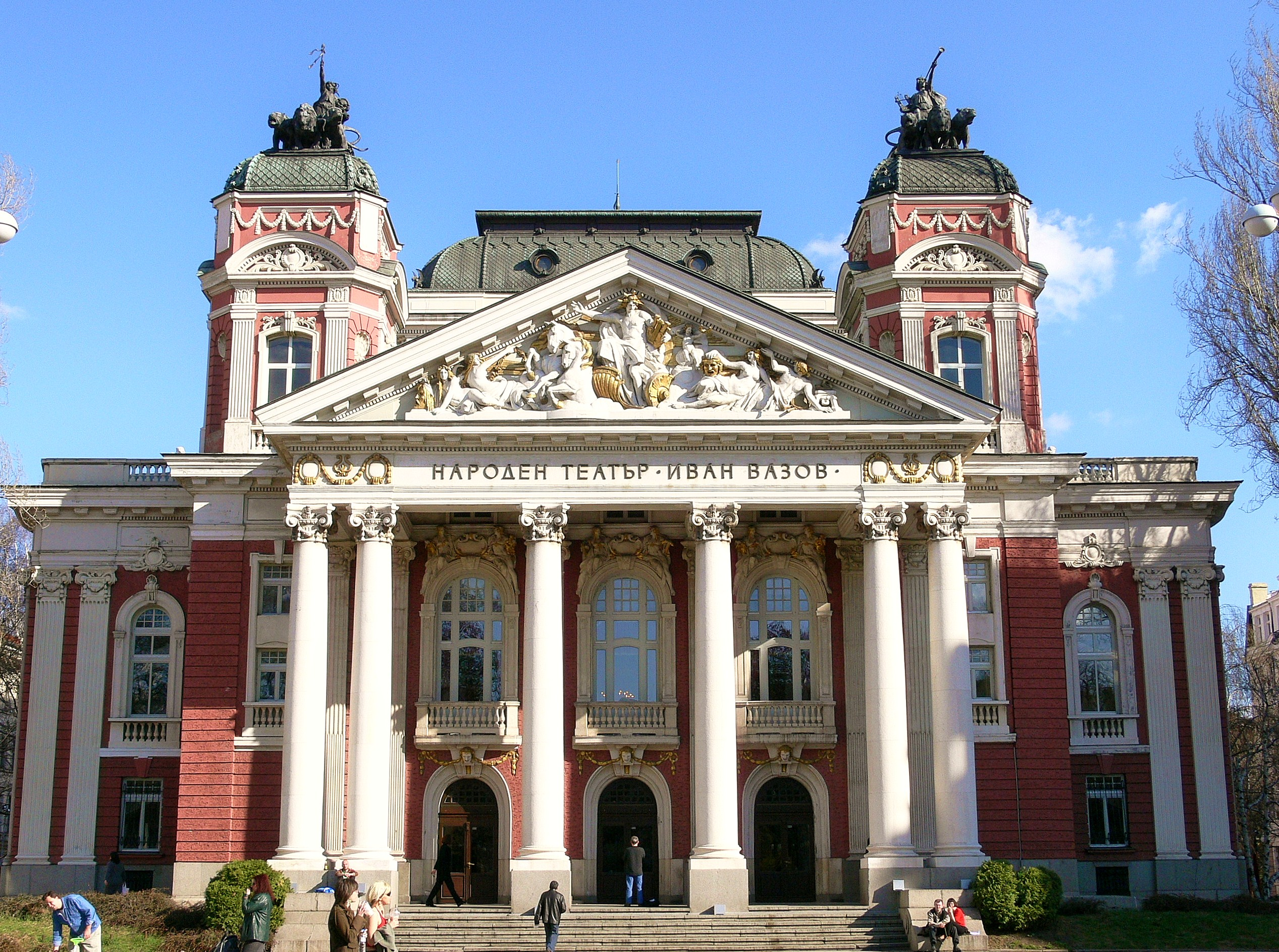
Het nationale theater Ivan Vazov
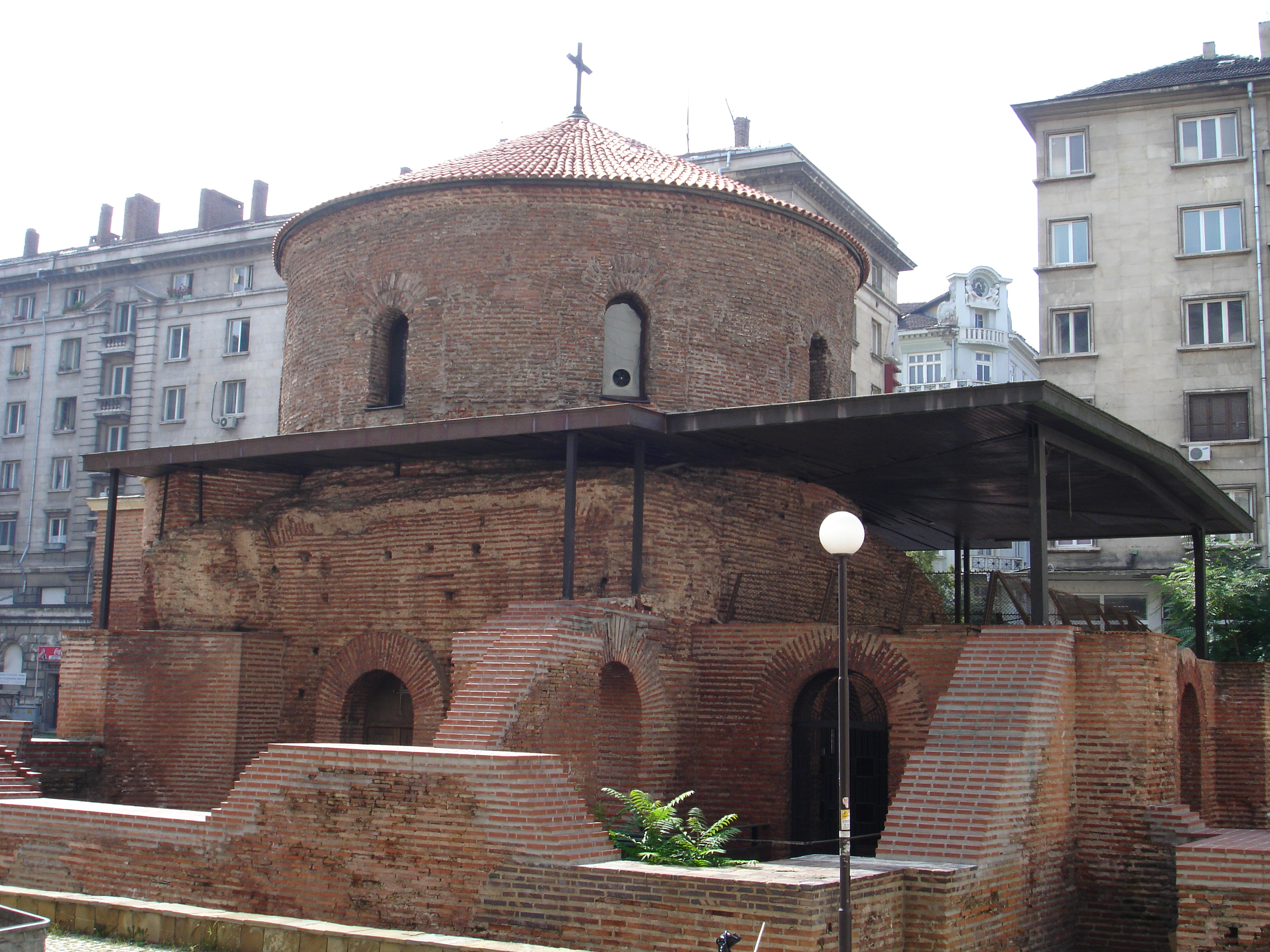
De Sint-Joriskerk
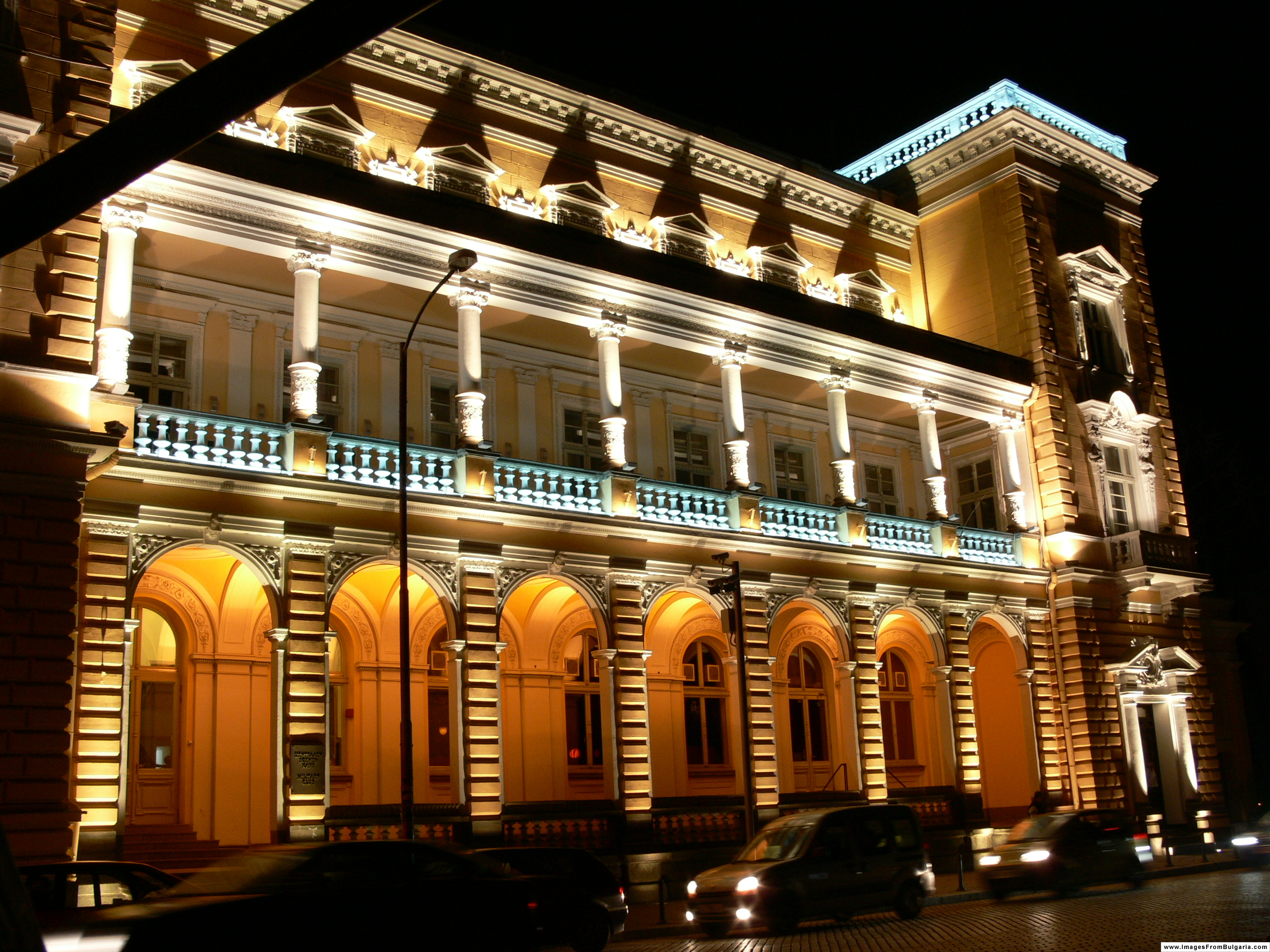
De militaire club